# Heinz Förstendorf
Heinz Förstendorf   (Leipzig, 28 de desembre de 1907 - Bremen, 2 de setembre de 1988) va ser un jugador d'hoquei sobre herba alemany que va competir durant la dècada de 1920.
El 1928 va prendre part en els Jocs Olímpics d'Amsterdam, on va guanyar la medalla de bronze com a membre de l'equip alemany en la competició d'hoquei sobre herba.